# Krijtbergsluis
De Krijtbergsluis (brug nr. 3) is een vaste brug in Amsterdam-Centrum.
De brug is gelegen in de zuidwestelijke kade van de Singel en overspant de Beulingsloot in de Amsterdamse grachtengordel. Er ligt hier al eeuwen een brug, want op de kaart uit circa 1649 van Joan Blaeu is de brug al te zien, net als de direct aan het water staande gebouwen aan de Beulingsloot. De brug was er echter bijna niet meer geweest, want in de plannen van de gemeente Amsterdam voor een radiaalweg naar het zuidwesten was de "sloot" bijna gedempt en zou de brug overbodig zijn geworden. Men koos echter voor de Leidsestraat als uitvalsweg. In 1920 dreigde de brug opnieuw te verdwijnen: de gemeente wilde hier het hoofdkantoor van De Nederlandsche Bank vestigen, maar opnieuw bleef het bij plannen.
De brug, die ligt tussen Singel 424 en Singel 426 (beide gemeentelijke monumenten) is vernoemd naar een eerdere versie van de  Krijtbergkerk, een rijksmonument. Een andere naam voor de brug is de Rijtjesbrug, naar Rijtjeskerk, de bijnaam van De Krijtberg. De Beulingsloot is niet toegankelijk voor gemotoriseerd scheepsverkeer, dit wordt aangegeven door het bord A.12 van het Binnenvaartpolitiereglement op de brug. Aan de andere kant van de Beulingsloot, in de Herengracht, ligt de Beulingsluis.